# Univerzita Pavla Jozefa Šafárika v Košicích
Univerzita Pavla Jozefa Šafárika v Košicích (slovensky Univerzita Pavla Jozefa Šafárika v Košiciach) je slovenská univerzita v Košicích.

## Historie
Univerzita vznikla v roce 1959 sloučením poboček Lékařské fakulty Univerzity Komenského v Bratislavě a filosofické fakulty (vznikla z filologické fakulty Vyšší školy pedagogické v Prešově). Tím tak navázala na historickou jezuitskou Košickou univerzitu. V roce 1964 se k ní připojila Pedagogická fakulta se sídlem v Prešově. Roku 1963 se k ní připojila Přírodovědecká a v roce 1973 Právnická fakulta. V roce 1990 se univerzita rozšířila o další dvě fakulty – Pravoslavnou bohosloveckou a Řeckokatolickou bohosloveckou. Vedle univerzity Komenského se tak stala druhou univerzitou.
1. ledna 1997 byla rozdělena na dva samostatné právní subjekty, Univerzitu P. J. Šafárika v Košicích a Prešovskou univerzitu se sídlem v Prešově. Počet fakult se tím zredukoval na tři – Lékařskou, Přírodovědeckou a Právnickou, ke kterým roku 1998 přibyla Fakulta veřejné správy a k 1. lednu 2007 také Filosofická fakulta.
Kromě výše uvedených fakult je součástí univerzity také Ústav vzdělávání v Rožňavě.
Od roku 2003 univerzita vydává časopis UNIVERSITAS Šafarikiana.

## Přírodovědecká fakulta
Přírodovědecká fakulta je vědeckou institucí. Každoročně jsou zde otevírány obory biologie, fyzika, geografie, chemie, informatika a matematika, které lze studovat buď samostatně nebo jako v učitelských aprobacích. Prioritní úlohou fakulty ve vědeckovýzkumné činnosti je podpora grantové úspěšnosti, posílení interdisciplinárního a multidisciplinárního charakteru vědy a výzkumu a rozšíření mezinárodní spolupráce, především zapojením se do evropských vědeckých a vědeckotechnických projektů.